# And Still I Rise
And Still I Rise é o terceiro livro de poesia da autora estadunidense Maya Angelou publicado pela Random House em 1978, publicado durante um dos períodos mais produtivos da carreira de Angelou; ela havia escrito três autobiografias e publicado outros dois volumes de poesia até aquele momento. Um dos poemas mais famosos do livro é Still I Rise (Ainda me levanto), traduzido por Walnice Nogueira Galvão. And Still I Rise contém trinte e dois poemas curtos, divididos em três partes. O livro explora temas como sexualidade, amor, maternidade e espiritualidade, e foi aclamado pela crítica e pelo público, considerado-o um clássico da literatura afro-americana.